# Печевка
Печевка — река в России, протекает по Пошехонскому району Ярославской области. Длина реки составляет 21 км. Площадь водосборного бассейна — 67,1 км².
Исток реки расположен в лесу между урочищами Громцева и Завариха. Река течёт в южном направлении. Протекает через деревню Займа Новая, урочища Хомутиха и Ивкино, после чего в неё впадают левые притоки — ручьи Каменный и Паранилов. Ручей Каменный течёт от деревни Займа Новая, а Паранилов восточнее, через деревни Ежово, Петровское и урочище Зеленино. Далее следуют деревни Цикунино, Артюково и Бошарово. Устье реки находится в 10 км по правому берегу залива реки Согожа в Рыбинском водохранилище, само образовав небольшой узкий отрог этого залива. Устье этого отрога расположено напротив города Пошехонье, там стоят деревни Большие (на правом относительно Печевки берегу) и Малые Ямы (на левом берегу), а в верховье этого залива деревня Князево, около этой деревни реку пересекает автодорога Пошехонье — Череповец.

## Данные водного реестра
По данным государственного водного реестра России относится к Верхневолжскому бассейновому округу, водохозяйственный участок реки — Рыбинское водохранилище до Рыбинского гидроузла и впадающие в него реки, без рек Молога, Суда и Шексна от истока до Шекснинского гидроузла, речной подбассейн реки — Реки бассейна Рыбинского водохранилища. Речной бассейн реки — (Верхняя) Волга до Куйбышевского водохранилища (без бассейна Оки).
Код объекта в государственном водном реестре — 08010200412110000010065.